# Phare de Punta Delgada (Chili)
Pour les articles homonymes, voir Phare de Punta Delgada.
Le phare de Punta Delgada (en espagnol : Faro Punta Delgada) est un phare situé à Punta Delgada (Province de Magallanes), dans la région de Magallanes et de l'Antarctique chilien au Chili.
Il est géré par le Service hydrographique et océanographique de la marine chilienne dépendant de la Marine chilienne. 
Le phare est classé Monument national du Chili depuis juin 2009.

## Histoire
Le phare a été mis en service le 15 mai 1898 sur la Grande île de la Terre de Feu à 167 km de Punta Arenas. Il marque l'un des principaux points de passage du détroit de Magellan.
En plus de pouvoir visiter le phare, il y a un accès au musée contenant des éléments importants qui ont été utilisés dans la région. Il bénéficie également d'une vue panoramique sur les premiers passages du détroit de Magellan .

## Description
Le phare  est une  tour cylindrique en fonte, avec une galerie et une lanterne de 12 m de haut, attachée à une maison de gardien. La tour est peinte en blanc avec une bande rouge et le dôme de la lanterne est rouge. Il émet, à une hauteur focale de 18 m et 21 m, un éclat blanc par période de 5 secondes. Sa portée est de 19 milles nautiques (environ 35 km).
Identifiant : ARLHS : CHI-015 - Amirauté : G1414 - NGA : 111-2496 .

## Caractéristique dufeu maritime
Fréquence : 5 secondes (W)
- Lumière : 0.3 seconde
- Obscurité : 4.7 secondes